# Yasmina Hernández
Yasmina Hernández Ramos (San Cristóbal de La Laguna, Tenerife, 24 de abril de 1984) es una exjugadora profesional de voleibol. Internacional absoluta con España, podía jugar tanto en las posiciones de atacante como de opuesta. Graduada en magisterio en la Universidad de La Laguna. 

## Trayectoria deportiva
Yasmina Hernández tiene gran experiencia en la Superliga femenina de voleibol (España), tras militar en equipos importantes como Playas de Benidorm,  AD Aguere y Club Voleibol Tenerife. Fue precisamente con este equipo con el que debutó en la Superliga femenina en el año 1998, permaneciendo en él hasta la temporada 2002/2003 y compartiendo vestuario con jugadoras de la talla de la ucraniana Marina Dubinina o de la tricampeona olímpica Magaly Carvajal. Salió del equipo en busca de minutos y su primer destino fue el Club Voleibol Benidorm, donde jugaría una temporada. Las temporadas 2004-2006 volvió a su ciudad natal para defender al Club Voleibol Aguere.
En la temporada 2007/2008 militó en las filas del  Universidad de Burgos tras haber disputado la temporada 2006/2007 con los equipos Universitat de Valencia y Club Voleibol Albacete. 
La temporada 2008/2009 volvió a su isla donde defendió los colores del Club Voleibol Tenerife, con el que ganó la Supercopa de España, venciendo en la final al Palma Volley y siendo nombrada MVP del torneo.
La temporada 2009/2010 defendió los colores del Club Voleibol Aguere, equipo con el que se proclamó campeona de la Superliga Femenina de Voleibol tras vencer en la final al Valeriano Allés Menorca con una serie de 3-1 y, en semifinales, al gran favorito  CAV Murcia en cuatro partidos.
Yasmina Hernández participa regularmente en la Selección Española de Voleibol. Hizo su debut en el año 2002 y ha participado en más de 80 partidos internacionales desde entonces, destacando los Campeonatos Europeos de Voleibol de los años 2005 (Croacia) y 2009 (Polonia). En este último, el combinado nacional obtuvo su mejor clasificación con un noveno puesto con una destacada actuación de Yasmina Hernández, que se situó entre las diez máximas anotadoras de todo el torneo.

## Palmarés
- Superliga Femenina de Voleibol: 5

1998-99, 1999-00, 2000-01, 2001-02, 2009-10
- Copa de la Reina: 5

1998-99, 1999-00, 2000-01, 2001-02, 2002-03
- Supercopa de España: 2

2002, 2008
- Final Four de la Champions League: 2

1999 en Bérgamo, Italia: 4.º Puesto
2001 en Estambul, Turquía: 3.º Puesto

## Premios individuales
- 2010/11 - MVP de la jornada 2 y jornada 17 de Superliga.
- 2008 - Supercopa de España de Voleibol Femenino: MVP.